# Dasylirion leiophyllum
Dasylirion leiophyllum ist eine Pflanzenart der Gattung Dasylirion in der Familie der Spargelgewächse (Asparagaceae). Ein englischer Trivialname ist „Smooth Sotol, Desert Candle“.

## Beschreibung
Dasylirion leiophyllum bildet einen holzigen Stamm von 30 bis 100 cm Höhe. Die variablen, steifen, grünen, glatten, gezahnten Laubblätter sind 90 bis 110 cm lang und 15 bis 25 mm breit. Die unregelmäßig angeordneten, 2 bis 3 mm langen Randdornen sind nach unten gerichtet.
Der rispige Blütenstand wird 2 bis 4 m hoch. Die zahlreichen Blüten sind grün bis tanfarben. Die Blühperiode reicht von Juni bis Juli.
Die eiförmigen Kapselfrüchte beinhalten einen Samen und sind 6 bis 7 mm lang und 3 bis 4 mm breit. Die dreikantigen Samen sind 2,4 mm lang und 2,2 mm breit.

## Verbreitung und Systematik
Dasylirion leiophyllum ist in Mexiko in den Bundesstaaten Chihuahua und Coahuila sowie in den USA in den Bundesstaaten Texas und New Mexico in Höhen von 1200 bis 1800 m lokal verbreitet. Es wächst an steinigen Hängen und auf offenem Grasland, vergesellschaftet mit Yucca schidigera, Nolina micrantha und verschiedenen Opuntia-Arten.
Die Erstbeschreibung erfolgte 1911 durch William Trelease.
Dasylirion leiophyllum ist ein Mitglied der Sektion Dasylirion. Sein Verbreitungsgebiet erstreckt sich von Mexiko nordwärts bis in die USA. Typisch sind die nach unten gebogenen, variablen Randdornen, im Gegensatz zu dem nahe verwandten Dasylirion texanum mit nach oben gerichteten Randdornen. In den Überlappungsgebieten, z. B. in der Hueco Tanks Region, existieren Zwischenformen der beiden Arten.
Dasylirion leiophyllum ist frosthart bis minus 15 °C.

## Nachweise